# SV Bayer Wuppertal

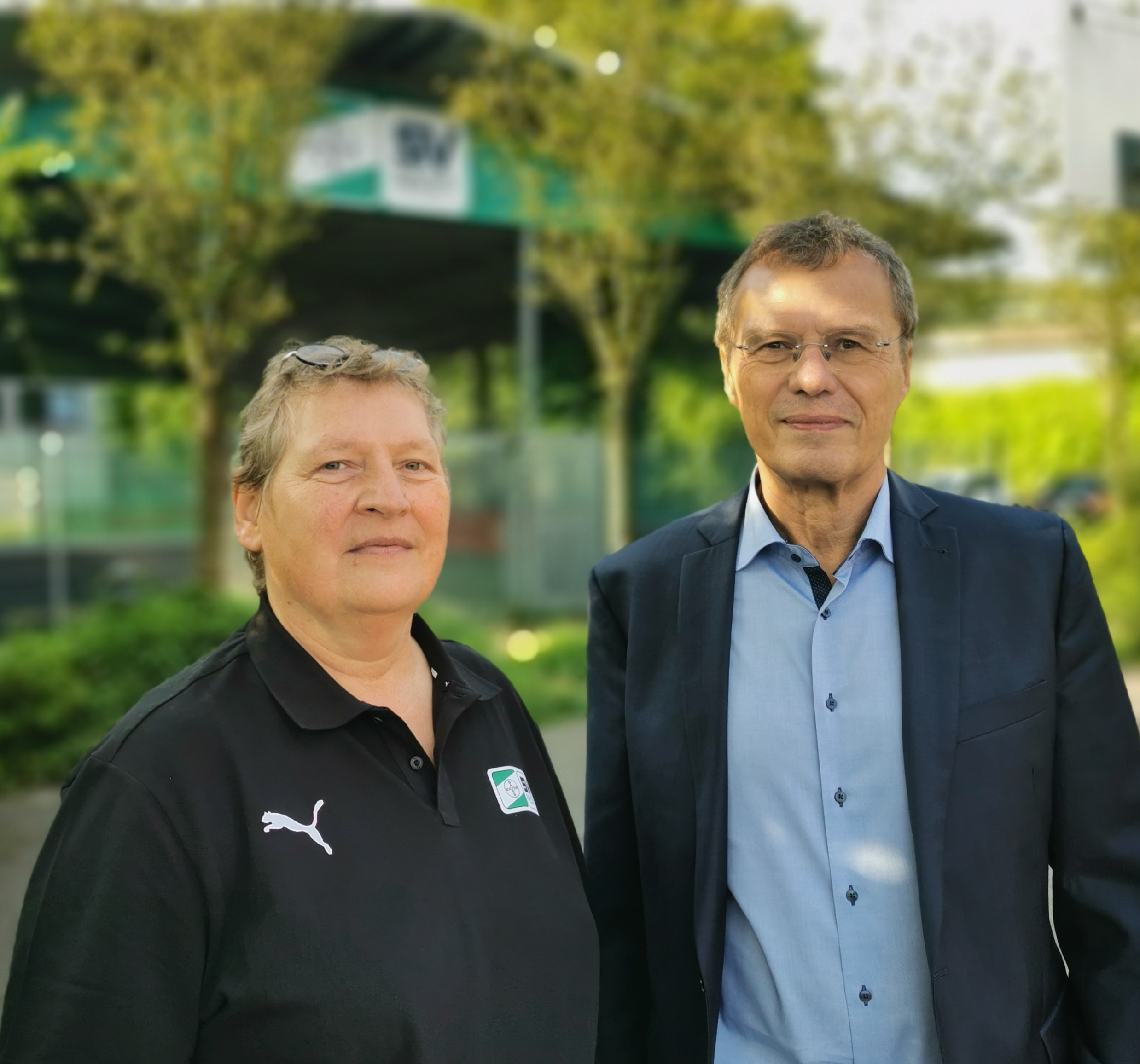
Claudia Hastrich (Geschäftsführerin) und Dr. Klaus Jelich (1. Vorsitzender) des SV Bayer Wuppertal

Der Sportverein Bayer Wuppertal ist mit 7600 Mitgliedern der größte Sportverein der Stadt Wuppertal.
Bekannt ist der Verein unter anderem durch seine Volleyball-Mannschaft, die bis 2007/08 in der 1. Bundesliga spielte und danach als Wuppertal Titans selbständig wurde. Ebenfalls in der 1. Bundesliga spielte die Baseball-Mannschaft der Herren. International erfolgreich ist die Schwimmabteilung, die zahlreiche WM- und Olympiateilnehmer stellte.
In weiteren Abteilungen werden Basketball, Baseball, Fußball, Gewichtheben, Judo, Luftsport, Gymnastik & Turnen, Tanz, Sportschießen, Sporttauchen, Taekwondo, Tennis und Tischtennis angeboten.
Seit 1998 befindet sich der Sitz des Vereins im Bayer-Sportpark an der Rutenbeck in Wuppertal-Sonnborn. Eine große vereinseigene Mehrzweckhalle, die Bayer-Sporthalle, bietet dabei gute Rahmenbedingungen für den Freizeit- und Leistungssport. Seit 2005 ergänzt zu dem ein Zentrum für Breiten- und Gesundheitssport mit dem Namen Fitness Aktiv das Angebot. Das vereinseigene Fitnessstudio mit Kraft- und Ausdauergeräten, welches sich auf die Stärkung und Schulung von Rücken, Haltung und Balance spezialisiert hat, bietet zudem ein breitgefächertes Angebot an Kursen.
Infolge des Rückzugs der Bayer AG wurde ab der Saison 2008/09 die Volleyball-Mannschaft als Wuppertal Titans ausgegliedert. Die Schwimmer des Vereins treten bei Wettkämpfen unter dem Dach der SG Bayer Wuppertal/Uerdingen/Dormagen an.